# Кужмари
Кужмари́ (рос. Кужмары, чув. Анатри Кушмара) — присілок у складі Маріїнсько-Посадського району Чувашії, Росія. Входить до складу Кугеєвського сільського поселення.
Населення — 21 особа (2010; 43 у 2002).
Національний склад:
- чуваші — 100 %